# اوسیناچی اوهاله
اوسیناچی مارویس اوهاله (زادهٔ ۲۱ دسامبر ۱۹۹۱ میلادی) یک بازیکن زن فوتبال اهل کشور نیجریه است که برای باشگاه فوتبال زنان وکفو و همچنین تیم ملی فوتبال زنان نیجریه بازی می‌کند.

## پیشهٔ باشگاهی
اوسیناچی اوهاله برای تیم هیوستون دش بازی می‌کرد.

## پیشهٔ ملی
اوهاله همچنین در تیم ملی فوتبال زنان نیجریه بازی می‌کند. وی این تیم را در جام ملت‌های زنان آفریقا در سالهای ۲۰۱۰ و ۲۰۱۴ همراهی می‌کرد. وی در جام جهانی فوتبال زنان در سالهای ۲۰۱۱ و ۲۰۱۵ از بازیکنان این تیم بوده‌است. او به همراه تیم زنان نیجریه در مسابقات جام جهانی فوتبال زنان ۲۰۱۹ نیز حضور دارد.
او در بازی اول تیم نیجریه در مقابل نروژ یک گل به خودی نیز به ثمر رساند.